# 埃斯佩拉费利斯
埃斯佩拉费利斯是巴西米纳斯吉拉斯州的一个市镇。总面积324.988平方公里，总人口20835人，人口密度64.1人/平方公里。